# 竹火車 (柬埔寨)
竹火車（羅馬化：Nori，[nouriː]）是柬埔寨的克難軌道車輛服務。孤獨星球稱其為「柬埔寨的竹火車」。 竹火車在馬德望和波貝周圍的米軌運行，時速可高達50公里（31英里）。也有由政府營運的定期服務，但速度較慢，為30公里/小時（19英里/小時）。 法國殖民政府建立的鐵路網在紅色高棉將之關閉後基本上已廢棄。 2006年英國廣播公司報導稱每週只有一班服務，且運行速度不比步行速度快。
到2017年10月，由於波貝和金邊之間的鐵路服務復駛，竹火車不再營運。竹火車搬遷到巴南山寺（Wat Banan）附近做為旅遊之用。 搬遷後已於2018年1月中旬開始營運。

## 起源
竹火車營運之時，收費低廉而車次繁多，儘管其設計簡陋、缺乏剎車、鐵軌不良（經常斷裂或扭曲）、沒有任何正式的操作系統，仍然很受歡迎。 竹火車結構簡單且重量輕，可以輕易地搬離軌道；兩輛竹火車在軌道相遇時，載重較輕的車會被搬離軌道，以繞過載重較重的車。在路線終點，整輛車搬離軌道以轉換方向。  到了2016年8月，竹火車發展出了剎車。
- 竹火車的拆/組過程， 2016年1月。
- 竹火車的拆、裝過程

竹火車的受歡迎其來有自。 20世紀80年代和90年代，柬埔寨陷於內戰，列車前端編成為有武裝的裝甲車廂引導。前端的車輛是用作掃雷車的平車，乘坐第一節車免費，第二節車則半價。雖然顯然非常危險，但仍極受歡迎。
竹火車是在軌道旁的村莊手工組裝。建造一輛車需要大約四天的時間，車體構造為鋼架上覆蓋竹片，車輪則來自報廢的坦克。最初是使用人力撐桿推動，後來由小型摩托車或拖拉機引擎，經皮帶傳動直接連接到後軸提供動力，最高時速可達 40 公里/小時（25 英里/小時）或甚至更高。沿途的村莊可購得裝在玻璃罐中的燃料。竹火車什麼都運，包括人、牲畜、摩托車和稻米。
到了2011年5月，竹火車是馬德望地區唯一運行的火車，穿過該市的軌道雜草叢生。在郊區，有旅遊服務，以每人 5 美元的價格，觀光客可前往一個設有磚廠的村莊。  這是由當地旅遊警察監管的。有些家庭在這裡經營小商店，遊客可以購買冷飲或「馬德望竹火車之旅」上衣。
- 馬德望的竹火車
- 竹火車是馬德望頗受歡迎的觀光景點。
- 馬德望附近的竹火車車站
- 行駛中的竹火車影片

直到 2014 年 1 月，菩薩仍有一列竹火車，向東南行駛離開該城，車程約一小時，票價為每人 20,000 瑞爾（5 美元）。

## 目前營運

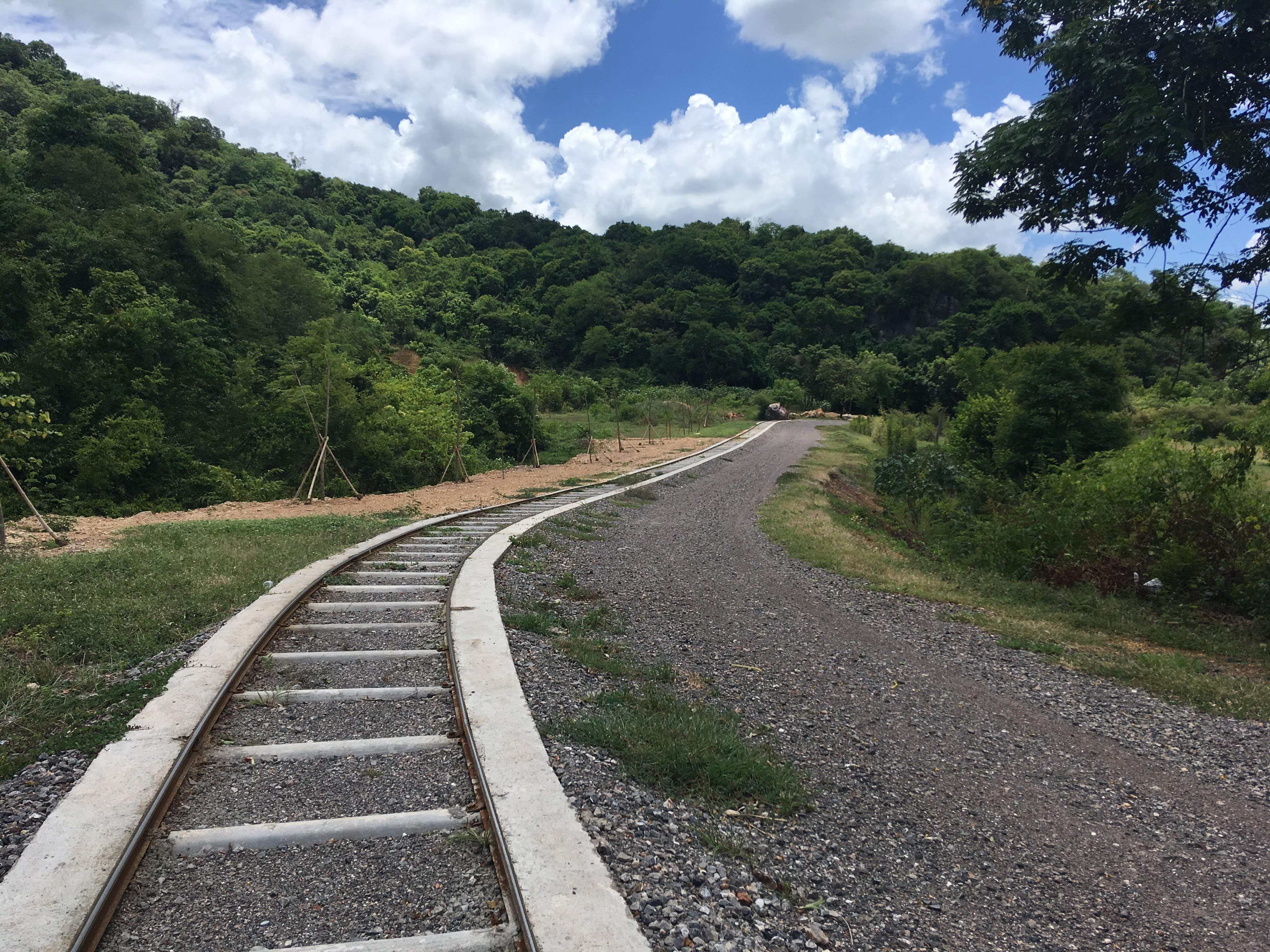
巴南山寺附近重建之軌道， 2018年7月。

2018 年 1 月，新「竹火車」在距市區 20 多公里（12 英里）的地方開始營運。路線始於巴南山（Phnom Banan，有一座吳哥窟類型寺廟的小山）山腳附近，終點位於 Chhoeuteal 社區，路線長 4 公里（2.5 英里）。 儘管人們擔心新的竹火車失去了原有風味，而且距離城鎮太遠， 它仍被認為對該省旅遊業的增長有貢獻。在2018年，馬德望迎來了670,000 名遊客——增加了8%。